# Peter, Sue & Marc
Peter, Sue & Marc waren een Zwitserse muziekgroep uit Bern. Ze verkochten meer dan 2 miljoen platen in Zwitserland maar waren ook bekend in Duitsland, Oostenrijk en Japan. Hun bekendste hit, Cindy, dateert uit 1976.

## Bezetting
- Peter Reber (°28 april 1949, Bern) - zanger, piano, gitaar
- Sue Schell (° 1950) - zangeres
- Marc Dietrich (°1948) - zanger, gitaar

## Geschiedenis
De groep vertegenwoordigde Zwitserland ook 4 keer op het Eurovisiesongfestival, dat was in 1971, 1976, 1979 en 1981. Opmerkelijk is dat ze het telkens in een andere taal deden (respectievelijk, Frans, Engels, Duits en Italiaans).
Van 1973 tot 1975 deden ze ook nog mee aan Concours Eurovision, de Zwitserse voorronde voor het songfestival, maar ze konden niet winnen wat ze later dus nog wel 3 keer deden. In 1978 probeerde het trio ook in de Duitse nationale finale. Met het lied Charlie Chaplin werden ze daar derde.
Bij hun laatste deelname aan het Eurovisie Songfestival haalden ze overigens hun beste resultaat, 4de, met de Italiaanse ballade Io senza te. In Nederland werd een bewerking van dit lied een hit in 1982 met de titel Het is nog niet voorbij gezongen door Willeke Alberti.
Hun grootste hit Cindy dateert uit een van de tussenliggende jaren; het werd een hit van The Cats.